# Aspergillus nukleaza S1
Aspergillus nukleaza S1 (EC 3.1.30.1, endonukleaza S1 (Aspergillus), jednolančana-nukleatna endonukleaza, dezoksiribonukleaza S1, dezoksiribonukleaza S1, nukleaza S1, Neurospora crassa jednolančana specifična endonukleaza, S1 nukleaza, jednolančana endodezoksiribonukleaza, jednolančana DNK specifična endonukleaza, jednolančana-specifična endodezoksiribonukleaza, jednolančana-specifična DNaza, Aspergillus oryzae S1 nukleaza). Ovaj enzim katalizuje sledeću hemijsku reakciju
Endonukleolitičko razlaganje do 5'-fosfomononukleotidnih i 5'-fosfooligonukleotidnih krajnjih produkata

## Literatura
- Nicholas C. Price; Lewis Stevens (1999). Fundamentals of Enzymology: The Cell and Molecular Biology of Catalytic Proteins (Third изд.). USA: Oxford University Press. ISBN 019850229X.
- Eric J. Toone (2006). Advances in Enzymology and Related Areas of Molecular Biology, Protein Evolution (Volume 75 изд.). Wiley-Interscience. ISBN 0471205036.
- Branden C; Tooze J. Introduction to Protein Structure. New York, NY: Garland Publishing. ISBN 0-8153-2305-0.
- Irwin H. Segel. Enzyme Kinetics: Behavior and Analysis of Rapid Equilibrium and Steady-State Enzyme Systems (Book 44 изд.). Wiley Classics Library. ISBN 0471303097.

## Spoljašnje veze
- Aspergillus+nuclease+S1 на 